# Corrado di Turingia
Corrado di Turingia (in tedesco: Konrad von Thüringen, noto anche come Corrado Raspe) (1206 – Roma, 24 luglio 1240) fu il quinto Gran maestro dell'Ordine teutonico dal 1239 al 1240. Langravio di Turingia dal 1231 al 1234, fu il primo gran nobile che aderì all'Ordine.

## Biografia
Corrado era il figlio minore di Ermanno I di Turingia, e di Sofia, figlia di Ottone I di Baviera. Suo fratello maggiore Ludovico IV di Turingia aveva sposato Santa Elisabetta d'Ungheria. Apparteneva dunque alla dinastia Ludovingia. Quando Ludovico morì nel 1221 durante la sesta crociata, suo fratello Enrico Raspe divenne reggente per il figlio minore di Ludovico, Ermanno II, e Corrado ottenne il titolo di Conte di Gudensberg, in Assia, assistendo suo fratello nel governo dei territori.
Alla morte di Elisabetta, nel 1231, Enrico ottenne la Turingia per se stesso, e assieme a Corrado, lavorò per consolidare il potere nell'area. Corrado si scontrò numerose volte in battaglia con Sigfrido III, Arcivescovo di Magonza. Egli tentò inoltre un infruttuoso assedio della città di Fritzlar nel 1232.
Elisabetta aveva fondato un ospedale a Marburgo e lo aveva destinato all'Ordine degli Ospitalieri di Gerusalemme, ma la proposta venne rifiutata dal suo "difensore", Corrado di Marburgo. Papa Gregorio IX aveva inviato sul posto una commissione per vagliare la questione, e quest'ultima votò a favore della tesi di Corrado di Marburg il 2 agosto 1232. Nell'estate del 1234, Corrado si recò a Roma e convinse la curia a concedere l'amministrazione dell'ospedale e della parrocchia di Marburg all'Ordine Teutonico, che aveva fondato una propria casa nella città l'anno precedente. Nel novembre dello stesso anno, Corrado lasciò il proprio potere temporale ed entrò nell'ordine egli stesso. L'anno successivo, egli aderì alla commissione romana preposta per la canonizzazione della cognata, rimanendo alla corte papale sino alla Pentecoste del 1235 quando venne dichiarata santa.
Alla morte di Hermann von Salza, Corrado divenne Gran maestro dell'Ordine teutonico. Durante un viaggio a Roma, in cui fu portavoce dei principi imperiali, i quali volevano la pace tra il papa Gregorio IX e lo scomunicato Federico II, alla fine dell'estate del 1240, si ammalò e morì. Venne sepolto nella chiesa di Sant'Elisabetta a Marburgo.

## Ascendenza
|                          |                          |                                  | Genitori                                        |  |  | Nonni |  |  | Bisnonni               |  |  | Trisnonni          |  |
|                          |                          |                                  |                                                 |  |  |       |  |  | Ludovico I di Turingia |  |  | Luigi il Saltatore |  |
|                          |                          |                                  |                                                 |  |  |       |  |  | Ludovico I di Turingia |  |  | Luigi il Saltatore |  |
|                          |                          | Adelaide di Stade                |                                                 |  |  |       |  |  | Ludovico I di Turingia |  |  |                    |  |
| Ludovico II di Turingia  |                          |                                  |                                                 |  |  |       |  |  | Ludovico I di Turingia |  |  |                    |  |
|                          |                          | Edvige di Gudensberg             | Giso IV, conte di Gudensberg                    |  |  |       |  |  |                        |  |  |                    |  |
|                          |                          | Edvige di Gudensberg             | Giso IV, conte di Gudensberg                    |  |  |       |  |  |                        |  |  |                    |  |
|                          |                          | Edvige di Gudensberg             | Cunegonda di Bilstein                           |  |  |       |  |  |                        |  |  |                    |  |
| Ermanno I di Turingia    |                          | Edvige di Gudensberg             |                                                 |  |  |       |  |  |                        |  |  |                    |  |
|                          |                          | Federico II di Svevia            | Federico I di Svevia                            |  |  |       |  |  |                        |  |  |                    |  |
|                          |                          | Federico II di Svevia            | Federico I di Svevia                            |  |  |       |  |  |                        |  |  |                    |  |
|                          |                          | Federico II di Svevia            | Agnese di Waiblingen                            |  |  |       |  |  |                        |  |  |                    |  |
| Giuditta di Hohenstaufen |                          | Federico II di Svevia            |                                                 |  |  |       |  |  |                        |  |  |                    |  |
|                          |                          | Agnese di Saarbrücken            | Federico di Saarbrücken                         |  |  |       |  |  |                        |  |  |                    |  |
|                          |                          | Agnese di Saarbrücken            | Federico di Saarbrücken                         |  |  |       |  |  |                        |  |  |                    |  |
|                          |                          | Agnese di Saarbrücken            | Gisela di Lorena                                |  |  |       |  |  |                        |  |  |                    |  |
| Corrado di Turingia      |                          | Agnese di Saarbrücken            |                                                 |  |  |       |  |  |                        |  |  |                    |  |
|                          | Ottone IV di Wittelsbach | Eccardo I di Scheyern            |                                                 |  |  |       |  |  |                        |  |  |                    |  |
|                          | Ottone IV di Wittelsbach | Eccardo I di Scheyern            |                                                 |  |  |       |  |  |                        |  |  |                    |  |
|                          | Ottone IV di Wittelsbach | …                                |                                                 |  |  |       |  |  |                        |  |  |                    |  |
| Ottone I di Baviera      | Ottone IV di Wittelsbach |                                  |                                                 |  |  |       |  |  |                        |  |  |                    |  |
|                          |                          | Heilika di Pettendorf-Lengenfeld | Federico III di Pettendorf-Lengenfeld-Hopfenohe |  |  |       |  |  |                        |  |  |                    |  |
|                          |                          | Heilika di Pettendorf-Lengenfeld | Federico III di Pettendorf-Lengenfeld-Hopfenohe |  |  |       |  |  |                        |  |  |                    |  |
|                          |                          | Heilika di Pettendorf-Lengenfeld | …                                               |  |  |       |  |  |                        |  |  |                    |  |
| Sofia di Wittelsbach     |                          | Heilika di Pettendorf-Lengenfeld |                                                 |  |  |       |  |  |                        |  |  |                    |  |
|                          |                          | Luigi I di Loon                  | …                                               |  |  |       |  |  |                        |  |  |                    |  |
|                          |                          | Luigi I di Loon                  | …                                               |  |  |       |  |  |                        |  |  |                    |  |
|                          |                          | Luigi I di Loon                  | …                                               |  |  |       |  |  |                        |  |  |                    |  |
| Agnese di Loon           |                          | Luigi I di Loon                  |                                                 |  |  |       |  |  |                        |  |  |                    |  |
|                          |                          | Agnese di Metz                   | …                                               |  |  |       |  |  |                        |  |  |                    |  |
|                          |                          | Agnese di Metz                   | …                                               |  |  |       |  |  |                        |  |  |                    |  |
|                          |                          | Agnese di Metz                   | …                                               |  |  |       |  |  |                        |  |  |                    |  |
|                          |                          | Agnese di Metz                   |                                                 |  |  |       |  |  |                        |  |  |                    |  |